# 로저스 혼즈비
로저스 혼즈비 시니어(영어: Rogers Hornsby Sr., 1896년 4월 27일~1963년 1월 5일)는 "더 라자"(영어: The Rajah)라는 별명으로 알려진 미국의 전직 프로 야구 선수, 코치, 감독이다. 메이저 리그 베이스볼(MLB)에서 23시즌 동안 세인트루이스 카디널스(1915-1926, 1933), 뉴욕 자이언츠(1927), 보스턴 브레이브스(1928), 시카고 컵스(1929-1932), 세인트루이스 브라운스(1933-1937) 등지에서 선수로 뛰었다. 두 차례 내셔널 리그(NL) 최우수 선수(MVP)로 선정되었으며, 한 차례 월드 시리즈 우승을 경험했다.
텍사스주 윈터스에서 태어나 텍사스주 포트워스에서 성장했다. 몇몇 세미프로팀과 마이너 리그 팀을 거친 뒤, 1915년 메이저 리그에 데뷔해 첫 12시즌을 세인트루이스 카디널스에서 뛰었다. 그 기간 동안 MVP를 한 차례 수상했으며 소속팀은 1926년 월드 시리즈 우승을 차지했다. 1927년에 뉴욕 자이언츠, 1928년 보스턴 브레이브스에서 각각 한 시즌을 뛰고 시카고 컵스로 트레이드되었다. 컵스에서 4년간 뛰면서 통산 두 번째 MVP를 거머쥐었으나, 1932년 시즌 후 소속팀에서 방출되었다. 1933년 시즌 다시 카디널스로 복귀했으나 시즌 도중 방출되었으며, 이 시즌을 마지막으로 더 이상 주전 선수로 뛰지 못했다. 마지막 팀이었던 세인트루이스 브라운스에서는 다섯 시즌 동안 67경기에 밖에 출전 기회를 얻지 못했다. 1925년부터 1937년까지는 간헐적으로 선수 겸 감독으로 활약하기도 했다. 선수로서 은퇴한 후에는 1952년에 브라운스, 1952년부터 1953년까지 신시내티 레즈의 감독을 각각 역임했다.
로저스 혼즈비는 메이저 리그 역사상 최고의 타자 중 한 명으로 평가받고 있다. 통산 2,930안타와 301홈런을 기록했다. 통산 타율이 .358로, 타이 콥의 .366과 오스카 찰스턴의 .364에 이어 메이저 리그 역대 3위이다. 또한 두 차례 트리플 크라운을 차지했고, 세 차례 4할 이상의 타율을 기록했다. 단일 시즌(1922)에 40홈런과 4할의 타율을 동시에 기록한 유일무이한 타자이기도 하다. 1924년 시즌에 기록한 .424의 타율은 그 이후 어떤 메이저 리그 타자도 넘어서지 못한 수치이다. 1942년에 미국 야구 명예의 전당에, 2014년에 세인트루이스 카디널스 명예의 전당에 각각 헌액되었다.
개인사를 살펴보자면 혼즈비는 1918년, 1924년, 1957년 이렇게 세 번 결혼을 했고, 두 명의 자식을 얻었다. 주변 사람들과의 관계가 원만하지 못했고, 동료 선수들에게 평판이 좋은 편은 아니었다. 전혀 술이나 담배를 하지 않았고 영화관에도 가지 않았지만, 경마장에서의 베팅을 즐겨했다.

## 어린 시절
로저스 혼즈비는 미국 텍사스주 윈터스에서 에드와 메리 로저스 혼즈비의 여섯 명의 자녀 중 막내로 태어났다. 혼즈비가 두 살이었을 때 그의 아버지는 세상을 떠났는데, 그 이유는 알려지지 않았다. 4년 후, 남은 혼즈비의 가족들은 텍사스주 포트워스로 이주했고, 그의 형들은 식육가공업 일자리를 얻어 가족을 부양했다.
혼즈비는 아주 어릴 때부터 야구를 시작했다. 그는 중년이 된 어느 날 어린 시절을 회상하며, "내 손으로 야구공을 쥐기 전에 일어났던 그 어떤 일도 기억하지 못한다"고 말하기도 했다. 10살 때 식육가공 전문기업인 스위프트 앤드 컴퍼니의 공장에서 심부름꾼으로 일했으며, 그 회사의 야구팀에서 백업 내야수로 뛰기도 했다. 15살 즈음에 들어서는 이미 여러 세미프로팀에서 뛴 경험이 있었다. 1909년에는 노스사이드 고등학교에 입학해 야구와 미식축구를 했는데, 미식축구팀에는 미래에 칼리지 풋볼 명예의 전당에 이름을 올리는 보 맥밀린도 있었다. 혼즈비는 고등학교 10학년 때 자퇴를 하고서 스위프트 앤드 컴퍼니에서 상근직으로 일하기 시작했다.

## 마이너 리그 경력
1914년, 이미 몇 년간 마이너 리그에서 뛰어온 혼즈비의 형 에버렛은 동생 로저스가 텍사스 리그의 댈러스 스티어스에서 입단 테스트를 받을 수 있도록 도움을 주었다. 로저스 혼즈비는 스티어스와 계약하는 데는 성공했지만 경기에는 전혀 나서지 못했고, 계약 2주 뒤에 방출되었다. 그 후 그는 클래스 D 수준의 텍사스-오클라호마 리그에 소속된 휴고 스카우츠와 유격수로 월급 75달러(오늘날 화폐 가치로 1,938달러)에 계약했다. 스카우츠는 시즌의 3분의 1이 진행된 즈음 리그 참여를 중단했고, 혼즈비의 계약은 같은 리그의 데니슨 챔피언스에 125달러(오늘날 화폐 가치로 3,230달러)에 팔렸다. 혼즈비는 1914년 시즌 113경기에 출전해 .232의 타율과 45개의 실책을 기록했다.
1915년, 소속팀 데니슨은 팀명을 레일로더스로 교체하고 웨스턴 어소시에이션이라는 이름의 리그에 참여했으며, 혼즈비의 월급은 90달러(오늘날 화폐 가치로 2,302달러)로 올랐다. 그해 시즌 119경기에 출전한 가운데 타율은 전년도보다 상승해 .277을 기록했지만, 여전히 많은 58개의 실책을 저질렀다. 그럼에도 그해 시즌 소속팀 레일로더스가 페넌트 우승을 차지하는 데 어느 정도 기여했으며, 시즌이 끝날 즈음 스포팅 뉴스의 한 기자는 로저스 혼즈비가 메이저 리그에 뛸 수 있는 잠재력을 보여준 열댓 명의 웨스턴 어소시에이션 리그 선수들 중 한 명이었다며 그의 가능성을 높이 평가했다.

## 세인트루이스 카디널스

### 1915~1919

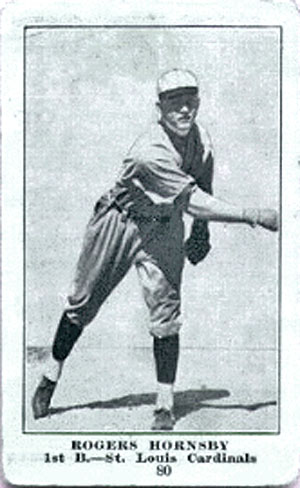
1917년 세인트루이스 카디널스 유니폼을 입은 로저스 혼즈비.

1915년 시즌 개막 전 스프링 트레이닝 중에 치러진 혼즈비의 소속팀 레일로더스와 메이저 리그 구단 세인트루이스 카디널스와의 시범 경기 중에 혼즈비가 카디널스 구단의 시야에 들어왔다. 당시 카디널스의 밀러 허긴스 감독은 소속팀의 열악한 재정 상황을 고려해, 카디널스의 유일한 스카우트였던 밥 코네리에게 1군 명단에 이름을 올릴만한 마이너 리그 선수를 찾도록 지시한 참이었다. 그해 9월 카디널스 구단은 데니슨 구단에게서 혼즈비의 계약을 사들였고, 혼즈비가 경험한 프로 야구 수준은 클래스 D가 전부였음에도 불구하고 그를 곧장 메이저 리그 선수 명단에 등록시켰다. 9월 10일, 혼즈비는 카디널스와 신시내티 레즈와의 경기에서 메이저 리그에 데뷔했는데, 팀이 7-0으로 끌려가던 경기 후반에 유격수 아트 버틀러의 자리에 교체 출전했다. 그로부터 3일 후에는 선발 명단에 이름을 올렸으며 그 다음날에는 브루클린 로빈스와의 경기에서 루브 마쿼드를 상대로 메이저 리그 첫 안타를 쳐냈다. 데뷔 첫해 소속팀 카디널스가 내셔널 리그 6위로 시즌을 마무리한 가운데, 혼즈비는 51타수 .246의 타율을 기록했다. 19세였던 그는 그해 내셔널 리그에서 네 번째로 어린 선수이기도 했다.
1916년 시즌을 앞두고 카디널스 구단은 퍼시픽 코스트 리그 샌프란시스코 실스에서 뛰던 로이 코르한을 영입했고, 팀의 유격수 자리는 혼즈비와 버틀러를 포함해 세 명의 선수가 경쟁하게 되었다. 혼즈비는 스프링 트레이닝에서 괜찮은 기량을 선보인데 이어 어깨 부상을 지닌 코르한과 좋지 않은 타격을 보인 버틀러 덕에 피츠버그 파이리츠와의 개막전에 유격수로 선발 출전할 수 있었다. 그 경기에서 혼즈비는 혼자서 팀의 유일한 점수인 2타점을 올리며 팀의 2-1 승리에 기여했다. 5월 14일 경기에서는 브루클린의 제프 페퍼를 상대로 메이저 리그 첫 홈런을 때려냈다. 수비 방면에서는 시즌 전반기에 여러 내야 포지션을 전전했으나, 후반기에는 팀의 3루수로 자리잡았다. 시즌 막바지에는 발목 부상으로 11경기 동안 출전하지 못했다. 이해 시즌 타율 .313로 내셔널 리그 4위에 올랐고, 3루타 15개로 이 부문 내셔널 리그 1위보다 1개 뒤진 2위를 기록했다.
1917년 시즌에는 경쟁자 코르한이 이전 소속팀 샌프란시스코로 돌아가고 버틀러가 팀에서 방출되면서 다시 유격수 포지션으로 되돌아왔다. 팀의 거의 모든 경기에 출전한 시즌 첫 두 달이 끝나갈 무렵인 5월 29일, 혼즈비는 그의 형 윌리엄이 한 술집에서 총에 맞아 사망했다는 소식을 들었다. 그날 경기가 끝나고 잠시 소속팀에서 벗어나 이틀 뒤인 6월 1일에 형의 장례를 치르고 소속팀으로 복귀했다. 그 이후로 남은 시즌 동안에 팀에서 이탈하는 일은 없었다. 이해 시즌 전년도보다 전반적으로 나은 성적을 기록했다. .327의 타율로 이 부문 내셔널 리그 2위, 3루타 (17), 루타수 (253), 장타율 (.484) 부문 내셔널 리그 1위에 올랐다.
1918년 제1차 세계 대전 당시 미국에서 많은 야구 선수들이 징집의 대상이 되었지만, 혼즈비는 가족을 부양하고 있음을 이유로 징집 유예 처분을 받았다. 한편, 카디널스의 경영 상태에 불만을 갖고 있던 밀러 허긴스 감독은 오프 시즌에 팀을 떠나 뉴욕 양키스의 감독으로 자리를 옮겼다. 빈 자리에는 지난해에 인디애나폴리스 인디언스를 아메리칸 어소시에이션 정규 시즌 우승으로 이끈 잭 헨드릭스가 새로 임명되었다. 혼즈비는 헨드릭스가 구단을 이끌어가는 방식을 달가워하지 않았으며, 점차 이기적인 태도를 보였다. 혼즈비는 전임 허긴스 감독을 그리워했고 감독과 선수 사이에는 점차 반감이 커져갔다. 헨드릭스 체제 하에서 혼즈비의 타율은 .281로 하락했다. 혼즈비는 경기 외적으로도 분란을 일으켰다. 그해 6월 17일, 혼즈비는 세인트루이스의 길거리에서 뷰익을 몰다가 길을 건너던 이 지역 주민 프랭크 G. 로를 들이받았다. 피해자 로는 혼즈비에게 15,000달러(오늘날 화폐 가치로 258,086달러)를 청구하는 소송을 제기했는데, 혼즈비는 정확히 밝혀지지 않은 더 적은 금액으로 피해자 측과 합의를 보았고 소송은 기각되었다. 그해 시즌 성적은 전년도에 비해 저조했고 소속팀 카디널스 역시 최하위에 머물렀으며, 혼즈비 본인은 더 이상 헨드릭스 체제 아래에서 뛰지 않겠다고 선언했다. 이러한 혼즈비의 불만 토로에도 적잖이 영향을 받은 헨드릭스 감독은 시즌 후 경질되었고, 그 자리는 단장직을 맡고 있던 브랜치 리키가 대신하게 되었다.
1919년 시즌을 앞둔 스프링 트레이닝에서 카디널스 구단은 유격수 독 라반을 영입했고 리키 감독은 혼즈비를 2루수로 전환시키려 했다. 하지만 그해 혼즈비는 대부분 3루수로 뛰었다. 시즌 초반에는 타율이 낮은 편이었지만 6월을 지나면서 더 나은 타격을 보여주었다. 그해 시즌을 내셔널 리그 2위에 해당하는 .318의 타율과 누타수와 타점 부문 내셔널 리그 2위로 마무리했다.

### 1920~1926
"혼즈비는 내가 상대해야 했던 타자 중 최고였다. 그를 속이기 위해 온갖 방법을 다 써봤지만 도저히 불가능했다. 그보다 더 재능 있는 타자는 아마 이 세상에 없을 것이다."

1920년 시즌, 리키 감독은 혼즈비가 2루수를 맡도록 했는데, 이는 혼즈비가 이후 은퇴하기까지 붙박이 2루수로서 활약하게 되는데 지대한 영향을 끼친 결정이었다. 시즌 초반 혼즈비는 14경기 연속 안타 행진을 벌였다. 6월 4일 시카고 컵스와의 경기에서는 2개의 3루타를 치며 2타점을 올려 팀의 5-1 승리에 기여했으며, 이 경기에서 후일 명예의 전당에 헌액되는 투수 그로버 클리블랜드 알렉산더가 11경기 동안 이어오던 연속 승리 기록이 중단되었다. 이해 시즌 .370의 타율, 출루율 (.431), 장타율 (.559), 안타 (218), 누타수 (329), 2루타 (44), 타점 (94) 등 일곱 개의 타격 부문에서 내셔널 리그 1위를 차지했다.
라이브볼 시대가 시작되면서 메이저 리그의 전반적인 안타 생산량이 증가했으며, 이에 따라 1921년 시즌 혼즈비도 타격에 더 힘을 실을 수 있게 되었다. 이해 시즌 .397의 타율에 전년도보다 두 배 이상 늘어난 21홈런으로 이 부문 내셔널 리그 2위를 기록했으며, 이외에도 출루율 (.458), 장타율 (.639), 득점 (131), 타점 (126), 2루타 (44), 3루타 (18) 부문 내셔널 리그 1위를 차지했다. 소속팀 카디널스는 이러한 혼즈비의 활약을 기념하기 위해 9월 30일 피츠버그 파이리츠와의 홈 경기에서 '로저스 혼즈비 데이'라는 이름의 행사를 개최했는데, 이 행사에서 구단 측은 경기 시작 전 혼즈비에게 당시 미국의 대통령이었던 워런 G. 하딩의 친필 사인이 담긴 야구공을 포함해 여러 상을 수여했다. 이 경기에서 혼즈비는 한 개의 홈런과 2루타 2개를 기록했고, 소속팀 카디널스는 파이리츠를 12-4로 크게 이겼다.
리그의 떠오르는 스타가 된 로저스 혼즈비는 1922년 시즌에도 타율, 안타, 2루타, 타점 등 여러 부문에서 내셔널 리그 1위를 하며 메이저 리그를 압도했다. 이렇듯 뛰어난 활약을 바탕으로 그는 25,000달러의 연봉을 구단 측에 요구했는데, 연봉 협상을 거쳐 구단과 선수 간에 3년 간 연봉 18,500달러(오늘날 화폐 가치로 286033달러)의 계약이 체결되었다. 이는 당시 리그 역사상 선수 최고액이었다. 8월 5일 경기에서는 필라델피아 필리스의 지미 링을 상대로 그의 시즌 28번째 홈런을 때려내면서 내셔널 리그 단일 시즌 최다 홈런 기록을 수립했다. 이어 8월 13일부터 9월 19일까지는 33경기 연속 안타를 쳐냈다. 이해 시즌 42홈런, 250안타, 장타율 .722로 세 부문 내셔널 리그 신기록을 달성했으며, 이해 시즌 타율 .401는 1899년 시즌 이후 내셔널 리그 단일 시즌 최고 타율이었다. 이렇듯 놀라운 성적의 결과로 개인 통산 첫 번째 트리플 크라운을 거머쥐었으며, 이외에도 타점 (152), 출루율 (.459), 2루타 (46), 득점 (141) 부문 내셔널 리그 1위에 이름을 올렸다. 또한 이해 시즌 기록한 450누타수는 현재에도 이 부문 내셔널 리그 단일 시즌 최다 기록으로 남아 있다. 수비 방면에서도 일취월장하면서 풋아웃, 병살, 수비율 부문에서 2루수 내셔널 리그 1위를 차지했다.

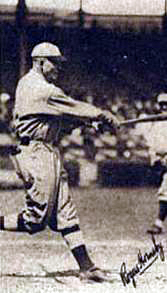
로저스 혼즈비가 스윙을 가져가는 장면을 담고 있는 1922년의 야구 카드.

1923년에 들어서는 시즌 초반에 4할 초반 대의 맹타를 휘둘렀지만, 5월 8일 필라델피아 필리스와의 경기에서 송구를 하던 도중 왼쪽 무릎에 부상을 입게 되었다. 열흘 즈음 뒤에 라인업에 복귀했지만 부상은 여전한 상태였고, 결국 5월 26일 파이리츠와의 경기에서 제외된 채 카디널스 구단의 팀닥터 로버트 하이랜드의 진찰을 받았다. 하이랜드의 조치에 따라 혼즈비는 그로부터 2주 간 무릎에 깁스를 하고 쉬다가, 증상이 나아진 후 깁스를 풀고 다시 경기에 나서기 시작했다. 8월 중에 있었던 한 경기에서는 경기가 막바지로 치닫을 즈음 3루 주자로 나가 있었는데, 그때 리키 감독이 타석에 들어선 타자에게 다음 공은 치지 말라고 사인을 보냈다. 그러자 혼즈비는 타자가 반드시 공을 쳐야 한다고 생각하여 양손을 치켜들며 불만을 표했다. 경기가 끝난 직후 클럽하우스에서 리키 감독과 혼즈비 사이에 다툼이 이어졌는데, 이를 다른 팀 동료들이 재빠르게 무마시켰다. 시즌 후반 혼즈비는 부상으로 몇 경기를 뛰지 못했는데, 소속팀과 팀닥터는 이를 심각한 부상이라고 여기지 않았다. 결과적으로 혼즈비는 시즌 마지막 다섯 경기를 뛰지 않은 것에 대한 벌금으로 500달러(오늘날 화폐 가치로 7,595달러)를 물게 됐다. 최종적으로 이해 시즌 .384의 타율을 기록해 4년 연속 내셔널 리그 타격왕에 올랐으며, 출루율 (.459)과 장타율 (.627) 부문에서도 내셔널 리그 1위를 기록했다.
1924년에는 시즌 타율을 .424까지 끌어올렸는데, 이는 메이저 리그 역사상 선수가 단일 시즌에 기록한 네 번째로 높은 타율이었으며, 라이브볼 시대로 한정하면 최고 기록이었다. 이해 시즌 동안 89볼넷과 출루율 .507을 기록했는데 이는 이후 75년 간 내셔널 리그 기록으로 남았다. 또한 장타율 (.696), 득점 (121), 안타 (227), 2루타 (43) 부문 내셔널 리그 1위를 기록했으며, 25홈런을 쳐냈다. 이해에 내셔널 리그는 최우수 선수상 (MVP) 제도를 재도입했으며, 혼즈비가 수상이 확실시되는 후보였지만 MVP는 대지 밴스에게 돌아갔다. 그 이유는 오하이오주 신시내티의 투표자 잭 라이더가 애초에 열 사람의 이름을 적을 수 있는 투표용지에 혼즈비의 이름을 배제시켰기 때문이다. 라이더는 기록만 보자면 혼즈비가 분명 MVP를 받아 마땅하지만, 그가 소속팀과 팀 동료들을 위해 헌신하는 팀플레이어가 아니라고 판단했다. 40년 정도 시간이 흐른 뒤인 1962년, 미국야구기자협회는 혼즈비에게 그가 사실은 진정한 1924년 MVP라고 인정하는 상을 소급적으로나마 수여했다.
1925년 시즌 초, 카디널스의 샘 브리든 구단주는 리키 감독을 교체하고 그 자리에 혼즈비를 새 감독으로 임명하고자 했는데, 혼즈비는 처음에 그 제안을 거절했다. 하지만 리키 감독이 감독직에서 물러날 경우 감독 자신이 소유하고 있던 카디널스의 주식을 팔게 될 것이라는 걸 알게 된 혼즈비는 브리든 구단주가 그 주식을 매입할 수 있도록 도와준다면 감독직을 수락하겠다고 전했다. 브리든은 이에 동의했고, 혼즈비는 세인트루이스 카디널스의 선수와 감독을 겸하게 되었다. 이해 시즌 혼즈비는 138경기에서 타율 .403, 39홈런, 143타점을 기록하며 개인 통산 두 번째 트리플 크라운을 거머쥐었다. 팀 동료 짐 보텀리와의 타격왕 경쟁에서는 무려 4푼이나 앞섰으며, 이해 혼즈비가 기록한 시즌 타율은 이후 현재까지 어떤 내셔널 리그 타자도 넘어서지 못하고 있는 기록이다. 시즌 후 진행된 MVP 투표에서 80표 중 73표를 받으면서 내셔널 리그 최우수 선수에 선정되었다. 이해 기록한 장타율 .756과 OPS 1.245는 배리 본즈가 2001년 신기록을 세우기 전까지 내셔널 리그 최고 기록이었다. 1925년 시즌 카디널스는 77승 76패의 5할 턱걸이 승률로 내셔널 리그 4위에 머물렀으며, 리키 감독 경질 이후 혼즈비 감독 체제에서의 승패만 따지면 64승 51패로 더 나은 승률을 기록했다. 시즌 중 혼즈비의 아내 자넷은 아들 빌리를 낳았다.
1926년 시즌 혼즈비는 .317의 타율과 11홈런만을 기록하며 예년에 비해 부진한 성적을 거두었지만, 그럼에도 소속팀 세인트루이스 카디널스는 팀 역사상 최초로 정규 시즌 우승을 차지했다. 카디널스는 1926년 월드 시리즈에서 7차전까지 가는 승부 끝에 뉴욕 양키스를 꺾고 우승을 차지했다. 이해 월드 시리즈의 마지막 장면은 도루 시도를 하는 베이브 루스를 혼즈비가 태그하며 아웃을 잡아내는 플레이였다. 이 우승은 혼즈비의 23년 간의 메이저 리그 커리어에서 유일한 월드 시리즈 우승 경험으로 남게 되었다. 혼즈비는 월드 시리즈에서 .250의 타율 1개의 장타와 4타점을 기록했다. 후일에 혼즈비는 루스를 태그하던 순간이 자신의 커리어에서 가장 짜릿했던 순간이라고 말했다.
1926년 시즌이 끝난 후 연봉 협상 과정에서 혼즈비는 3년 동안 연봉 50,000달러의 계약을 원했다. 브리든 구단주는 혼즈비가 경마 도박을 하지 않는다는 조건으로 1년 50,000달러(오늘날 화폐 가치로 730,921달러) 계약을 하겠다고 마지못해 동의했다. 혼즈비가 이 제안을 거부하자, 1926년 12월 20일, 카디널스 구단은 그를 뉴욕 자이언츠에 트레이드시키는 대신에 프랭키 프리쉬와 지미 링을 받아왔다. 사실 브리든 구단주는 혼즈비가 카디널스의 월드 시리즈 첫 우승을 이끌었음을 부정하지 않았지만, 이미 혼즈비에 대한 인내력이 바닥난 상태였다. 구단 측에서는 연봉 협상이 실패로 돌아갈 경우 이미 그를 뉴욕 자이언츠로 보낼 준비를 이미 마친 상태이기도 했다. 후일에 브리든 구단주는 혼즈비를 정말 떠나 보내고 싶었기 때문에 혹여나 그가 1년 계약을 수용하면 어쩌지 하고 걱정했었다고 털어놓았다. 하지만, 존 헤이들러 내셔널 리그 회장은 혼즈비가 카디널스 구단에 주식을 계속 갖고 있을 경우 뉴욕 자이언츠 소속으로 뛸 수 없다고 하면서 트레이드 승인을 유보하면서, 혼즈비는 자신이 보유하고 있던 주식을 1주당 105달러의 가격으로 팔길 원했다. 브리든 구단주는 그 가격이 내키지 않았지만, 결국 다음해 초 혼즈비는 그 가격으로 주식을 전부 팔았으며 이로써 자이언츠로 완전 이적하게 되었다.

## 뉴욕 자이언츠
1927년에 혼즈비는 .361의 타율, 득점 (133), 볼넷 (86), 출루율 (.448) 부문 내셔널 리그 1위를 하는 등 전년도에 비해 나은 시즌을 보냈다. 이해 시즌 코치직을 겸했으며 존 맥그로 감독이 부비동염으로 잠시 자리를 비웠을 때 잠시 감독의 역할을 수행하기도 했다. 이러한 혼즈비의 활약 덕에 소속팀 자이언츠는 92승 62패의 호성적을 거두어 내셔널 리그 3위에 자리했다. 맥그로 감독은 1920년대 초부터 혼즈비를 트레이드로 데려오기 위해 애썼던 만큼 처음에는 그를 영입한 사실을 매우 기뻐했다. 그러나 둘 사이의 관계는 혼즈비의 고압적인 태도로 인해 급속도로 나빠졌다. 게다가 혼즈비는 경마에 돈을 거는 버릇을 버리지 못했고, 구단의 운영에 대해 불신하는 태도 또한 보여 구단주 찰스 스톤햄을 성가시게 만들었다. 결국 혼즈비는 시즌 종료 후 보스턴 브레이브스의 지미 웰시와 샨티 호건의 맞상대로 트레이드되었다.

## 보스턴 브레이브스

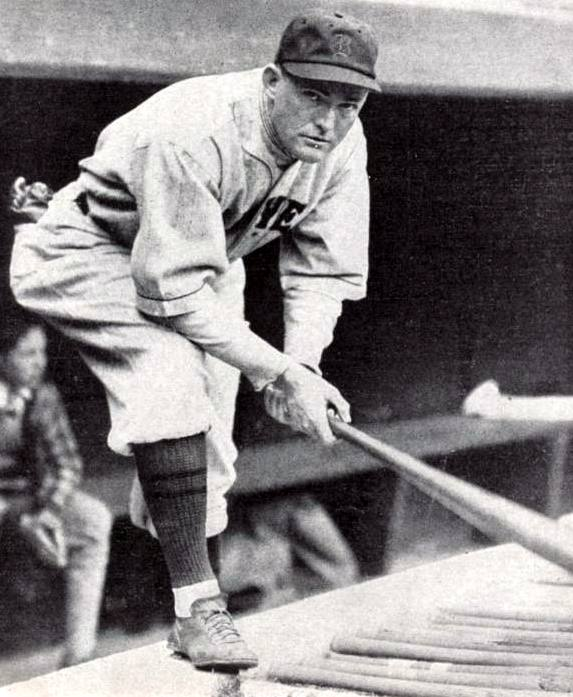
1928년 시즌 보스턴 브레이브스 유니폼을 입은 혼즈비.

보스턴 브레이브스에서의 1928년 시즌, 혼즈비는 다시금 자신이 리그에서 가장 생산적인 타자임을 유감없이 보여주었다. 이해 시즌 .387의 타율로 개인 통산 일곱 번째 타격왕 타이틀을 품에 안았으며, 출루율 (.498), 장타율 (.632), 볼넷 (107) 부문 내셔널 리그 1위를 차지했다. 한편 시즌이 시작된 지 한 달 만에 브레이브스의 잭 슬래터리 감독은 사임 의사를 밝혔고, 그 자리에는 혼즈비가 대신하게 되었다. 이해 시즌 보스턴 브레이브스는 시즌 103패를 당하며 내셔널 리그 8팀 중 7위의 저조한 성적을 기록했으며, 구단 또한 재정적으로도 어려운 시기를 보냈다. 마침 시카고 컵스가 200,000달러(오늘날 화폐 가치로 3,014,341달러)와 다섯 명의 선수를 혼즈비와 맞바꿀 것을 제안하자, 브레이브스 구단 측은 그 제안을 주저 없이 받아들였다. 사실 혼즈비도 구단의 어려운 자금 사정을 잘 알고 있었기에 구단주 에밀 푹스에게 그를 컵스 구단에 보낼 것을 적극적으로 요청하고 있었던 터였다.

## 시카고 컵스
컵스에서의 첫 시즌인 1929년, 혼즈비는 .380의 타율과 39홈런, 그리고 내셔널 리그 1위에 해당하는 .679의 장타율을 기록했다. 이해 시즌 기록한 156득점은 이해 양대 리그를 통틀어 1위였으며 현재에도 팀 기록으로 남아있고, 이해 시즌 기록한 타율은 1895년 이후 컵스 소속 선수로서 가장 높은 타율로 지금까지 남아 있다. 이렇듯 뛰어난 성적으로 혼즈비는 이해 개인 통산 두 번째로 MVP를 수상했으며, 소속팀 컵스는 내셔널 리그 정규 시즌 우승을 차지했다. 그러나 컵스는 1929년 월드 시리즈에서 필라델피아 애슬레틱스에게 1승 4패로 준우승에 만족해야 했고, 혼즈비는 이 시리즈에서 .238의 타율과 1타점만을 기록했으며, 8삼진을 당해 월드 시리즈 불명예 기록도 세웠다.
다음해 1930년 시즌의 첫 두 달 동안 혼즈비는 .325의 타율과 2홈런을 기록했다. 5월 30일, 카디널스와의 더블헤더 첫 경기에 출전해 주자로 나가 2루에서 3루로 진루하던 도중 발목 부상을 당했다. 이 부상의 여파로 8월 19일이 되어서야 복귀했으며, 출전할 수 있게 된 남은 시즌 동안에도 대부분의 경기를 대타로 뛰었다. 시즌 막바지 네 경기만을 남겨두고 컵스 구단은 조 매카시 감독을 경질했고, 그 자리에는 혼즈비가 새로 임명되었다. 혼즈비가 매카시 감독을 비난하고 깎아내렸다는 일련의 오래된 루머가 존재했으나, 혼즈비는 이를 단호하게 부정했다. 사실 그들은 매우 막역한 사이였다. 이해 혼즈비는 .308의 타율과 2홈런으로 시즌을 마무리했다.
1931년 4월 24일, 피츠버그 파이리츠와의 경기에서 혼즈비는 혼자서 3홈런 8타점을 올리며 팀의 10-6 승리에 크게 기여했다. 시즌 첫 48경기에서 44경기에 출전하는 등 시즌 초반에는 주전 2루수로서 꾸준히 경기에 나섰지만, 예년 같지 않은 경기력으로 실망스러운 모습을 보인 혼즈비는 그 이후 남은 시즌의 절반 정도만 경기에 나섰다. 최종적으로 이해 시즌 100경기에 출전해 .331의 타율, 90타점, 37개의 2루타를 기록했으며, .421의 출루율로 이 부문에서 개인 통산 아홉 번째 내셔널 리그 1위를 했다. 소속팀 컵스는 84승 70패로 리그 3위에 머물렀는데, 선두 카디널스와는 17경기 차, 2위 자이언츠와는 4경기 차였다.
1932년 시즌 초 혼즈비는 발이 붓는 증상을 겪으면서 5월 29일 복귀 전까지 경기에 제대로 출전하지 못했다. 5월 29일부터 6월 10일까지 우익수로 경기에 뛰었고, 이후 두 경기에서 대타로 나선 후에 7월 14일부터 같은 달 18일까지 3루 수비를 보았으며, 7월 31일에 다시 대타로 한 타석을 소화했는데 그게 혼즈비의 시즌 마지막 경기가 되었다.
윌리엄 빅 시니어 컵스 회장은 혼즈비에게 감독직을 맡기는 구단의 운영 방침을 전혀 마음에 들어 하지 않았다. 사실 그는 윌리엄 리글리 주니어 구단주가 매카시 전 감독을 경질했을 때 자신 또한 회장직에서 잠시 물러난 적도 있었다. 그로부터 1년 반 가량이 지난 후 빅 회장은 혼즈비의 독단적인 운영 방식이 팀의 사기를 해친다고 생각하여 불만이 쌓여가고 있는 상황이었던 데다가, 특히 혼즈비가 심판의 판정에 순응하지 않을 때 대하는 태도를 못마땅하게 여겼다. 혼즈비는 심판에게 항의할 만한 상황이 발생할 때마다 자신이 아닌 다른 선수를 보내 대신 불만을 표하곤 했는데, 그러면 그 선수는 경기에서 퇴장 조치를 받곤 했다. 빅은 이러한 혼즈비가 감독 본인이 직접 나서서 심판의 판정에 대해 항의를 해야 하는 야구의 불문율을 어기고 있다고 판단했다. 결국 1932년 8월 2일, 시카고 컵스가 2위로 순항 중인 상황임에도 불구하고 빅 회장은 혼즈비를 감독직에서 경질했으며 선수로서도 방출시켰다. 그 결과로 1루수 찰리 그림이 남은 시즌 감독의 자리를 대신했다. 이해 시즌 혼즈비는 19경기에 출전해 .224의 타율과 1홈런, 7타점만을 기록했다. 컵스 선수단은 1932년 월드 시리즈에 진출했음에도 불구하고 투표를 통해 월드 시리즈 상금 중에 혼즈비의 몫을 주지 않기로 결정했다.

## 세인트루이스 카디널스와 브라운스
혼즈비는 1932년 소속팀 시카고 컵스에서 방출되고 나서 그해 시즌 더 이상 경기를 뛰지 못했지만, 그해 10월 24일에 다음 시즌 다시 선수로 뛰기 위해 예전 소속팀이었던 세인트루이스 카디널스와 계약을 맺었다. 카디널스의 샘 브리든 구단주는 과거에도 혼즈비와 갈등을 겪기도 했지만, 여전히 그의 타격 실력이 녹슬지 않음을 확인하고 그를 다시 세인트루이스로 데려왔다. 시즌에 들어선 후, 혼즈비는 4월 25일부터 5월 5일까지는 2루수로 뛰었는데, 이때가 그가 메이저 리그에서 주전으로 경기에 매번 나설 수 있었던 마지막 시기였으며, 그 이후로는 남은 시즌 동안 발과 다리 부상으로 인해 대부분 대타로 기용되었다. 7월 22일 보스턴 브레이브스와의 경기에서 내셔널 리그에서의 마지막 안타를 기록했으며, 소속팀 카디널스는 9-5로 패했다. 카디널스에서의 마지막 경기였던 7월 23일까지 .325의 타율, 2홈런, 21타점을 기록하고 있었고, 소속팀 카디널스는 5위에 그쳐 페넌트 레이스에서 많이 뒤쳐져 있었다. 혼즈비가 더 이상 주전으로 뛸 수 없을 거라 판단한 브리든 구단주는 7월 23일 경기가 끝난 후 그를 웨이버 공시했다.
7월 26일, 아메리칸 리그의 세인트루이스 브라운스가 혼즈비를 영입했다. 당시 브라운스의 빌 킬레퍼 감독이 막 사임을 발표한 시점에, 브라운스의 필 볼 구단주는 그의 대체자로 혼즈비를 선수 겸 감독으로 선임했다. 볼 구단주가 그해 10월 사망하면서 혼즈비의 영입은 죽기 전 그가 구단주로서 내렸던 마지막 결정 중 하나로 남게 되었다. 혼즈비는 이해 브라운스 소속으로 11경기에 출전해 9타수 3안타, 1홈런만을 기록했고, 소속팀은 아메리칸 리그 최하위에 머물렀다. 다음해인 1933년 시즌에는 총 57경기에 출전했다. 한편, 이해부터 혼즈비는 아칸소주 핫스프링스에서 야구 교실을 시작했는데, 1951년까지 다양한 동료들과 함께 운영했다.
1934년 시즌, 혼즈비는 24경기에 나섰는데, 선발 출전한 경기는 두 경기에 불과했으며 그 중 한 경기에서는 3루수, 다른 한 경기에서는 우익수로 출전했다. 그 이외에는 전부 대타로 경기에 나섰다. 그해 시즌 기록은 타율 .304, 1홈런, 11타점이었다. 소속팀 브라운스는 전년도보다는 나은 성적으로 아메리칸 리그 8개 팀 중 6위에 자리했다.
1935년 혼즈비는 모두 10경기에 뛰었는데 그 중 4경기만 선발이었다. 4월 16일부터 같은 달 21일까지의 경기 중 세 경기에서 1루수로 선발 출전했고, 5월 22일에는 3루수로 선발 출전했다. 이해 시즌 타율 .208, 5안타만을 기록했고 소속팀 브라운스는 7위로 시즌을 마쳤다. 한편, 그동안 구단 운영의 탄탄한 재정적 기반이 되어준 필 볼 전 구단주의 사망 이후로 그의 부인은 만족할 만한 제안이 오면 구단을 매각하고자 했고, 경기 침체 속에 구단으로의 자금 조달은 점점 줄어들었다. 하는 수 없이 구단 측은 잠재력 있는 선수들을 시장에 내다 팔면서 구단 운영 자금을 마련했고, 이러한 퇴보는 혼즈비의 감독 임기 내내 계속되었다.
1936년 시즌 혼즈비는 2경기에만 출전했다. 5월 31일, 디트로이트 타이거스와의 경기에서 9회 대타로 출전해 결승 안타를 떠뜨리면서 팀의 11-10 승리를 도왔다. 6월 9일에는 양키스와의 경기에서 1루수로 선발 출전했으며, 팀은 5-3으로 승리했다. 이해 시즌 세인트루이스 브라운스는 7위에 머물렀다. 시즌 후, 혼즈비는 선수단의 역량 부족을 공개적으로 비판했으며, 프런트의 개입으로 인하여 선수들에 대하여 필요한 징계 조치가 제대로 취해지지 않았다며 구단 측과 날을 세웠다.
1936년 겨울, 브라운스 구단은 도널드 리 반스에게 매각되었으며, 반스 구단주는 브랜치 리키의 조언에 따라 혼즈비에게 계속 감독직을 맡겼다. 1937년 시즌, 혼즈비는 20경기에 출전했다. 시즌 첫 번째 경기 출전이었던 4월 21일에 메이저 리그 커리어의 마지막 홈런을 쳐냈다. 브라운스는 이날 시카고 화이트삭스에 15-10으로 승리했다. 7월 5일, 클리블랜드 인디언스와의 더블헤더 두 번째 경기에서는 메이저 리그에서의 마지막 안타를 쳐냈으며, 소속팀 브라운스는 15-4로 패했다.
7월 20일 양키스와의 경기가 메이저 리그의 마지막 경기가 되었으며, 이 경기에서 브라운스는 5-4로 패했다. 다음날 혼즈비는 감독직에서 경질되는 동시에 브라운스에서 방출되었으며, 방출 당시 브라운스는 리그 꼴찌를 헤매고 있던 와중이었다. 혼즈비가 팀에서 내쳐지게 된 결정적인 이유에 대해서는 자료마다 설명이 다르다. 미국야구연구협회의 자료에 따르면 반스 구단주가 혼즈비의 상습적인 도박에 질렸으며, 그가 야구 경기 중에도 경마 내기를 한다는 사실을 알게 된 후 그를 해고했다고 한다. 반면 전기 작가 찰스 C. 알렉산더의 이야기는 조금 다르다. 그해 7월 15일 혼즈비는 경마 내기로 35,000달러(오늘날 화폐 가치로 630,081달러)를 땄는데, 그 중에 4,000달러 가량을 반스 구단주에게 빚진 돈을 갚는 데 쓰려고 했으나 그 돈은 마권업자에게서 딴 돈이었던 까닭에 반스가 이를 거절했다고 한다. 그러자 혼즈비가 발끈하면서 "이 돈은 당신이 고리대금업자에게서 벌어 들이는 돈 만큼이나 좋은 것입니다. 과부나 고아들로부터 이자를 뜯어내는 것보다 낫습니다."라며 구단주에게 항의를 했고, 그로부터 5일 뒤 반스가 그를 해고했다고 한다. 이해 시즌 혼즈비는 20경기에 출전해 .321의 타율와 18안타만을 기록했으며, 또한 이해 시즌 아메리칸 리그에서 가장 나이가 많은 선수이기도 했다.

## 선수로서의 말년과 지도자 경력

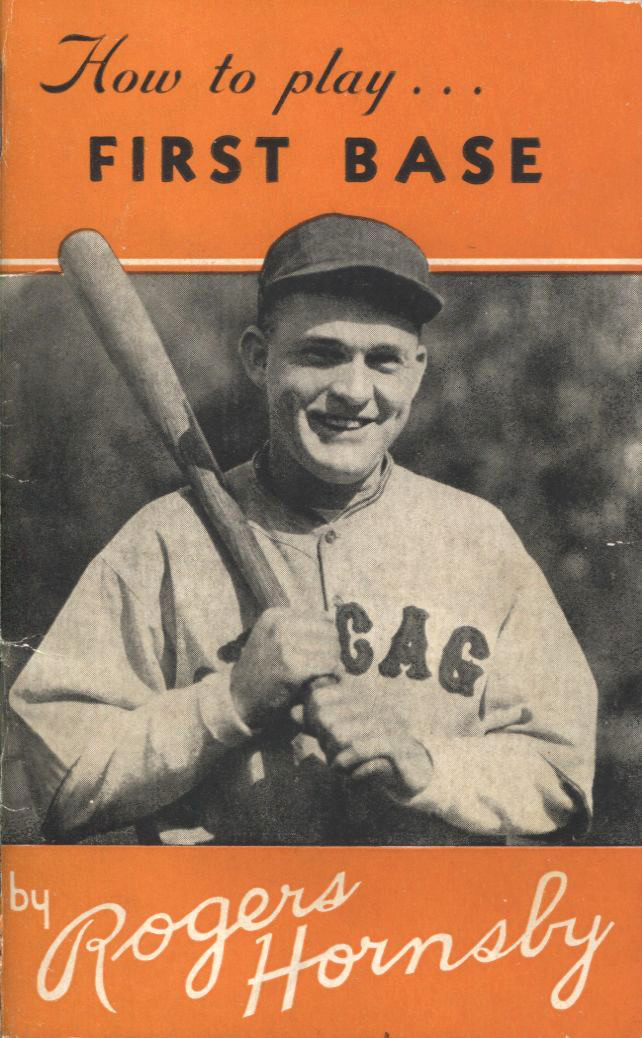
로저스 혼즈비의 저서 《How to Play First Base》.

혼즈비는 세인트루이스 브라운스에서 방출된 후에도 야구를 그만둘 수 없었는데, 이는 그동안 도박으로 많은 돈을 잃었기 때문이었다. 혼즈비는 1938년 시즌 인터내셔널 리그의 볼티모어 오리올스와 선수 겸 코치로 계약을 했는데, 시즌 중 팀을 떠나 서던 어소시에이션의 채터누가 룩아웃츠에서 선수 겸 감독으로 뛰었다. 다음해에는 볼티모어 오리올스의 감독직으로 복귀했지만 오리올스에서의 시간은 그해가 마지막이었다.
1940년이 절반 정도 지났을 즈음, 혼즈비는 텍사스 리그의 오클라호마시티 인디언스 감독을 맡게 되었다. 혼즈비는 리그 최하위에 머물던 팀을 플레이오프 진출까지 이끄는데 성공했으나, 플레이오프 첫 대결에서 휴스턴 버펄로스를 만나 4경기를 치른 끝에 시리즈를 내주었다. 다음해인 1941년에도 계속 감독직을 맡았지만, 시즌 중반에 사임했다. 그해 11월에 다시 텍사스 리그 팀인 포트워스 캣츠의 감독 겸 단장을 맡았다. 1942년 시즌 포트워스 캣츠는 3위로 시즌을 마치고 플레이오프에 진출했지만, 플레이오프 첫 대결에서 슈리브포트 스포츠에 패했다. 1943년, 텍사스 리그는 제2차 세계 대전 기간 동안 리그 운영을 잠정 중단하기로 결정되었다.
1944년 2월, 혼즈비는 멕시칸 리그 팀인 베라크루스 블루스의 선수 겸 감독으로 선임되었다. 시즌에 들어선 후, 두 경기에서 모두 9회에 대타로 나섰는데 그 경기에서 승리를 거두었으며, 그 중 한 경기에서는 만루 상황에서 싹쓸이 3타점 2루타를 쳐냈다. 그러나 멕시코에서의 생활은 9일 만에 끝이 났는데, 팀의 재정과 관련해 호르헤 파스켈 구단주와 갈등을 벌인 것이 그 이유였다. 혼즈비는 그가 맞닥뜨린 상황에 대해 다음과 같이 말했다.

저는 상대방이 약속을 지킨다면 저 또한 스스로의 약속을 지킬 의향이 확실히 있지만, 이번 경우에는 가망이 없었습니다. 원정 경기를 치르기 위해서 저 또한 비용을 대야 한다는 걸 알게 됐는데, 이건 전례가 없는 일이었어요. 경영진은 결국 제가 내기로 되어 있던 비용을 대신 지불하는 데 동의했지만, 해결해야 할 다른 문제들이 많았어요. 저는 결국 자리에서 물러나기로 했습니다.
혼즈비는 또한 이 인터뷰에서 미국 텍사스주 포트워스로 돌아가겠다는 뜻을 내비쳤다.
미국으로 돌아온 후 1945년 1년 간은 잠시 야구계를 떠나 있었는데, 이는 혼즈비의 지난 30년 간의 인생에서 겪어 보지 못한 처음 있는 일이었다. 당시에 메이저 리그의 케네소 마운틴 랜디스 커미셔너가 도박벽을 이유로 그를 메이저 리그에서 비공식적으로 블랙리스트에 올렸다는 소문이 파다했다. 하지만 1944년 11월에 랜디스 커미셔너가 사망한 이후로도 혼즈비가 메이저 리그로 복귀하기 위해서는 1년 여의 시간이 더 걸렸다. 그동안 혼즈비는 WTMV 라디오 방송국에서 야구 관련 방송을 하기도 했으며, 1946년에는 시카고 화이트삭스에서, 1947년에는 클리블랜드 인디언스에서 각각 스프링 트레이닝 타격 인스트럭터로도 일했다. 다음해인 1948년에는 시카고 컵스 경기를 중계하는 TV 아나운서로 나섰다.
이후 코치나 감독의 자리에 부름을 받지 못하다가 1950년에 텍사스 리그의 보몬트 러프넥스의 감독으로 부임하게 되었다. 그해 시즌 보몬트는 정규 시즌 우승을 차지했지만, 플레이오프 첫 상대인 샌안토니오 미션스를 상대로 스윕을 당했다. 이어 1951년에는 퍼시픽 코스트 리그의 시애틀 레이니어스의 감독을 맡아 팀의 정규 시즌 우승을 이끌었다.
보몬트와 시애틀에서 훌륭한 성적을 거둔 덕에 세인트루이스를 연고로 하는 메이저 리그 두 팀이 그에게 3년 계약을 제시했다. 혼즈비는 고심 끝에 브라운스로 돌아가기로 결정했는데, 당시 매해 좋은 성적을 거두던 카디널스보다는 하위권을 맴돌고 있던 브라운스의 감독을 맡은 것이 더 나은 선택이라고 판단했기 때문이었다. 브라운스 구단의 빌 빅 구단주는 과거 혼즈비가 선수 시절 컵스 소속으로 뛸 때 회장이었던 윌리엄 빅 시니어의 아들이었다. 혼즈비 감독은 선수들에게 좋은 평가를 받지 못했는데, 그는 선수들을 비난만 하기 일쑤였고 시즌이 진행되고 지는 경기가 늘어날 수록 그의 신경질은 더 빈번해졌다고 한다.
1952년 시즌 도중인 6월 9일에 혼즈비 감독은 전날 양키스와의 경기에서 빅 구단주와 갈등을 빚은 사건이 직접적인 원인이 되어 경질되었다. 전날 경기에서 한 관중이 양키스의 길 맥두갈드가 잡으려던 뜬공을 방해하자 심판이 이를 관중 방해로 선언하는 일이 발생했는데, 혼즈비 감독은 이 심판 콜을 두고 처음에는 크게 항의하지 않는 듯 보이다가 경기가 재개되는 와중에 빅 구단주의 지시로 어쩔 수 없이 덕아웃을 뛰쳐나와 심판과 논쟁을 벌여야 했다. 이 일이 결정타가 되어 혼즈비는 브라운스를 떠나게 되었고, 당시 선수들은 혼즈비의 경질을 기뻐하며 빅 구단주에게 트로피까지 선물로 주었다고 한다.
혼즈비는 그로부터 두 달이 채 안 된 무렵인 7월 26일에 신시내티 레즈 루크 스웰 감독의 대체자로 감독직을 맡게 되었으며, 신시내티 레즈는 남은 시즌 혼즈비의 지도 아래 27승 24패를 기록했다. 다음 시즌에도 신시내티 레즈의 사령탑으로 팀을 이끌었지만, 부진했던 그해 시즌 막판 그와 더 이상 함께하지 않기로 했다고 발표했다. 혼즈비 감독은 시즌 8경기를 남겨둔 상태에서 사임을 발표했으며, 빈 자리에는 버스터 밀스 코치가 대신했다. 이로써 혼즈비의 메이저 리그 감독 커리어는 마무리되었으며, 그의 메이저 리그 감독 통산 기록은 701승 812패이다.
한편 레즈 감독직에서 물러난 후, 혼즈비는 1958년부터 1960년까지 시카고 컵스에서 코치로 있었고, 1962년에는 뉴욕 메츠에서 스카우트와 3루 코치로 일했다. 1963년 1월 5일, 로저스 혼즈비는 심장마비로 사망했으며, 그의 유해는 텍사스주 오스틴의 혼즈비 가족 묘지에 묻혔다.

## 평가

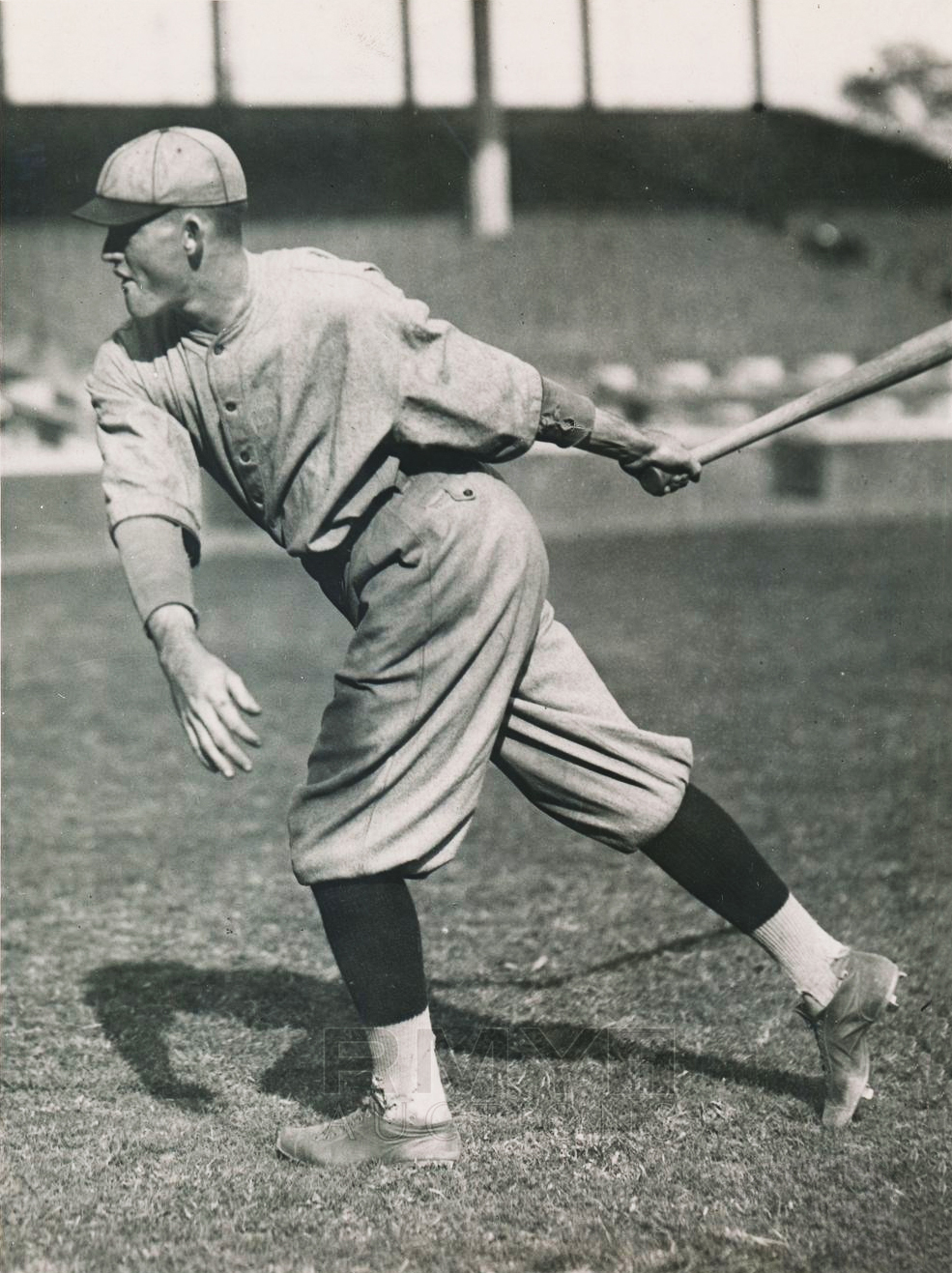
1920년의 혼즈비.

야구 전문가들과 스포츠 기자들은 로저스 혼즈비를 역대 가장 위대한 타자 중 한 명으로 꼽는데 주저하지 않는다. 혼즈비의 통산 타율은 .358로 그 위로는 오직 두 선수, .366을 마크한 타이 콥과 .364의 오스카 찰스턴 뿐이다. 혼즈비는 통산 일곱 번 타격왕을 차지했는데 이는 그의 은퇴 당시 역대 세 번째로 많은 횟수였으며, 이는 오늘날에도 오직 다섯 명의 선수만이 그와 같거나 그 이상으로 타격 1위를 한 기록으로 남아 있다. 통산 아홉 번이나 장타율 부문 내셔널 리그 1위를 차지했는데, 이 역시 오늘날 내셔널 리그 기록으로 남아 있다. 또한 그가 선수로 활동할 당시인 1920년대에 어떤 다른 내셔널 리그 선수들보다도 많은 홈런과 타점, 높은 타율을 기록해 메이저 리그 역사상 네 명 뿐인 연대별 트리플 크라운을 달성한 선수이기도 하다. 혼즈비는 통산 301홈런을 기록한 선수로서, 선수 경력 대부분을 내셔널 리그에서 보내면서 300홈런을 달성한 첫 선수이다. 그가 2루수 포지션에서 기록한 264홈런은 1984년 조 모건이 이를 뛰어넘기 전까지 메이저 리그 2루수 최다 홈런 기록이었다. 또한 홈과 원정을 가리지 않고 압도적인 타격을 보여준 선수로서 통산 홈구장 타율은 .359, 통산 원정 타율은 .358였다. 혼즈비 이후로 가장 높은 통산 타율을 기록한 테드 윌리엄스 역시 혼즈비가 타율과 파워 면에서 가장 뛰어난 타자였다고 언급한 바 있고, 프랭키 프리쉬는 혼즈비를 보고 "그는 어둠 속에서도 .350을 칠 수 있는 내가 아는 유일한 사내"라고 말하기도 했다. 또한 혼즈비는 13경기 연속 멀티 히트로 메이저 리그 비공인 기록인 경기 연속 멀티 히트 기록에서 역대 2위에 이름을 올리고 있다. 혼즈비는 4할 이상의 타율을 세 시즌 동안 기록한 역사상 두 번째 우타자이며, 《로스앤젤레스 타임스》는 그를 두고 역사상 가장 위대한 우타자라고 평했다. 혼즈비는 1920년 시즌부터 1925년 시즌까지 타율, 출루율, 장타율, 누타수 부문 1위를 석권했다.
로저스 혼즈비가 당대에 타자로서 얼마나 높이 평가되었는지 알려주는 한 가지 일화가 있다. 한 루키 투수가 자신이 혼즈비에게 스트라이크를 던졌다며 빌 클렘 심판에게 항의하자 클렘이 답하길, "얘야, 네가 스트라이크를 던지면 혼즈비 씨께서 네게 알려줄 거야."라고 했다고 한다.

H is for Hornsby;
When pitching to Rog,
The pitcher would pitch,
Then the pitcher would dodge.

또한 혼즈비는 주력이 빠른 선수로 유명했는데, 전성기 시절에는 내셔널 리그에서 가장 빠른 선수로 여겨졌다. 자주 도루를 시도하는 선수는 아니었지만 빠른 발을 이용해 추가 진루를 해내곤 했다. 1916년부터 1927년까지 30개의 인사이드 더 파크 홈런을 기록했으며, 3루타 부문에서도 1917년 17개, 1921년 18개로 각각 리그 1위를 했다. 1920년 시즌에는 20개의 3루타를 쳐냈다.
로저스 혼즈비는 영화를 보거나 책을 읽는 일을 절대 하지 않았는데, 그러한 행동이 타자의 시력을 약화시킬 것이라고 믿었기 때문이다. 또한 담배와 술도 일절 하지 않았다. 반면 선수 동료나 감독으로서 같이 지내기는 껄끄러운 성격으로 유명했는데, 이는 선수 커리어의 마지막 10년 동안 팀을 자주 바꾼 주된 이유였다. 그는 자주 프런트와의 관계가 틀어진 후 팀을 떠났다. 감독 시절에는 선수들로 하여금 그의 생활방식을 따르라고 고집했기 때문에, 일부 선수들(우디 잉글리시나 클린트 코트니 등)을 제외하고 대부분의 선수들은 그를 좋아하지 않았다. 그래서 그를 두고 당시 한 기자는 "야구에 대해서는 남들보다 잘 알지만 사교 능력에 있어서는 내가 아는 어떤 선수들보다 부족함이 느껴진다."라고 평했다. 혼즈비는 카드 도박은 일절 하지 않았지만, 경마에는 자주 돈을 걸었고 이로 인해 딴 돈보다 잃은 돈이 많았다. 그의 상습적인 도박은 종종 팀에서 쫓겨나는 원인이 되기도 했다. 그동안 맡았던 감독의 자리 중에서 최소한 한 번 이상 경기 중 경마 도박을 한 이유로 자리에서 물러나야 했으며, 도박에서 잃은 돈을 메꾸기 위해 40대에 들어서도 마이너 리그 생활을 이어가야만 했다. 당시 대부분의 사람들의 이야기에 따르면, 혼즈비는 공격적인 심통과 지저분한 플레이로 유명했던 타이 콥 만큼이나 성격이 못되고 고약했다고 한다.
로저스 혼즈비는 1942년에 미국 야구 명예의 전당에 입성했다. 1999년에는 《스포팅 뉴스》가 선정한 위대한 야구 선수 목록에서 9위에 이름을 올렸고, 같은 해 말에는 메이저 리그 베이스볼 올센추리 팀의 일원으로 선정되었다. 2001년, 빌 제임스는 야구 역사상 가장 위대한 선수를 선정하는 자리에 혼즈비를 역대 22위에, 2루수로서는 역대 세 번째로 꼽았으며, 동시에 그의 까다로운 기질과 이로 인한 부정적인 평판도 함께 언급했다. 로저스 혼즈비의 통산 누적 대체 선수 대비 승리 기여도(WAR)는 Baseball-Reference.com 기준 스탠 뮤지얼의 뒤를 이어 야수 역대 9위이다. 혼즈비는 세인트루이스 명예의 거리에도 이름을 올렸다. 2014년 1월, 세인트루이스 카디널스 구단은 세인트루이스 카디널스 명예의 전당에 들어갈 최초 입성자인 22명의 야구 선수와 야구 관계자 중의 한 명으로 로저스 혼즈비를 선정했다.

## 개인사
1918년 9월 23일, 로저스 혼즈비는 그가 데니슨 레일로더스를 뛸 때부터 알고 있었던 사라 엘리자베스 마틴과 필라델피아에서 결혼했다. 둘 사이에는 1920년 11월 15일, 아들 로저스 혼즈비 주니어가 태어났다. 로저스 혼즈비 주니어는 1949년 12월 23일 조지아주 서배너 근처에서 비행기 사고로 사망했다.
1922년에 로저스 혼즈비는 자동차 세일즈맨 존 하인과 결혼한 자넷 페닝턴 하인과 연애하기 시작했다. 1923년 6월 12일, 혼즈비는 첫 번째 부인 사라와 이혼했으며, 하인 역시 그녀의 남편과 같은 해에 이혼했다. 둘은 1924년 2월 28일 결혼했다. 이혼의 결과로 사라는 로저스 주니어의 양육권을 갖게 되었다.
1925년, 혼즈비와 자넷 사이에 아들 빌리가 태어났다. 빌리는 마이너 리그에서 몇 년 동안 야구를 했지만, 메이저 리그에 이르지는 못했다. 혼즈비와 자넷은 1944년 겨울에 별거했고, 혼즈비는 1945년경에 자신이 "개인적인 좋은 친구이자 비서"라고 불렀던 버나뎃 해리스라는 이름의 여자와 연애하기 시작했다. 1948년 이후로 둘은 같이 살았다. 그러나 1953년 9월 7일, 해리스는 3층 창문에서 뛰어내리며 자살을 시도했는데, 이는 그녀의 우울증이 야기한 결과였다. 1956년 6월 1일에 두 번째 부인 자넷이 사망했고, 1957년 1월 27일에 혼즈비는 마조리 버니스 프레더릭 포터와 결혼했다. 그 둘은 혼즈비가 1963년 세상을 떠날 때까지 함께 했다.

## 기록

### 선수 기록
| 경기  | 타수  | 안타  | 2루타 | 3루타 | 홈런 | 득점  | 타점  | 볼넷  | 삼진 | 타율 | 출루율 | 장타율 |
| ----- | ----- | ----- | ----- | ----- | ---- | ----- | ----- | ----- | ---- | ---- | ------ | ------ |
| 2,259 | 8,173 | 2,930 | 541   | 169   | 301  | 1,579 | 1,584 | 1,038 | 679  | .358 | .434   | .577   |

### 감독 기록
| 소속팀   | 연도     | 정규 시즌 | 정규 시즌 | 정규 시즌 | 정규 시즌 | 정규 시즌    | 포스트시즌 | 포스트시즌 | 포스트시즌 | 포스트시즌       |  |
| 소속팀   | 연도     | 경기수    | 승        | 패        | 승률      | 결과         | 승         | 패         | 승률       | 결과             |  |
| -------- | -------- | --------- | --------- | --------- | --------- | ------------ | ---------- | ---------- | ---------- | ---------------- |  |
| STL      | 1925     | 115       | 64        | 51        | .557      | NL 4위       | –          | –          | –          | –                |  |
| STL      | 1926     | 154       | 89        | 65        | .578      | NL 1위       | 4          | 3          | .571       | 월드 시리즈 우승 |  |
| STL 합계 | STL 합계 | 269       | 153       | 116       | .569      |              | 0          | 0          | –          |                  |  |
| NYG      | 1927     | 32        | 22        | 10        | .688      | 감독 대행    | –          | –          | –          | –                |  |
| NYG 합계 | NYG 합계 | 32        | 22        | 10        | .688      |              | 0          | 0          | –          |                  |  |
| BSN      | 1928     | 122       | 39        | 83        | .320      | NL 7위       | –          | –          | –          | –                |  |
| BSN 합계 | BSN 합계 | 122       | 39        | 83        | .320      |              | 0          | 0          | –          |                  |  |
| CHC      | 1930     | 4         | 4         | 0         | 1.000     | NL 2위       | –          | –          | –          | –                |  |
| CHC      | 1931     | 154       | 84        | 70        | .545      | NL 3위       | –          | –          | –          | –                |  |
| CHC      | 1932     | 99        | 53        | 46        | .535      | 시즌 중 경질 | –          | –          | –          | –                |  |
| CHC 합계 | CHC 합계 | 257       | 141       | 116       | .549      |              | 0          | 0          | –          |                  |  |
| SLB      | 1933     | 52        | 19        | 33        | .365      | AL 8위       | –          | –          | –          | –                |  |
| SLB      | 1934     | 152       | 67        | 85        | .441      | AL 6위       | –          | –          | –          | –                |  |
| SLB      | 1935     | 152       | 65        | 87        | .428      | AL 7위       | –          | –          | –          | –                |  |
| SLB      | 1936     | 152       | 57        | 95        | .375      | AL 7위       | –          | –          | –          | –                |  |
| SLB      | 1937     | 77        | 25        | 52        | .325      | 시즌 중 경질 | –          | –          | –          | –                |  |
| SLB      |          |           |           |           |           |              |            |            |            |                  |  |
| SLB      | 1952     | 51        | 22        | 29        | .431      | 시즌 중 경질 | –          | –          | –          | –                |  |
| SLB 합계 | SLB 합계 | 636       | 255       | 381       | .401      |              | 0          | 0          | –          |                  |  |
| CIN      | 1952     | 51        | 27        | 24        | .529      | NL 6위       | –          | –          | –          | –                |  |
| CIN      | 1953     | 146       | 64        | 82        | .438      | 시즌 중 사임 | –          | –          | –          | –                |  |
| CIN 합계 | CIN 합계 | 197       | 91        | 106       | .462      |              | 0          | 0          | –          |                  |  |
| 합계     | 합계     | 1513      | 701       | 812       | .463      |              | 4          | 3          | .571       |                  |  |

### 내용주
1. ↑  에드와 메리 로저스 혼즈비는 여섯 명의 자녀를 두었는데, 그 중 첫째는 출생 당시에 사망했기에 로저스 혼즈비의 남매들은 자신을 포함해 사실상 다섯 명이었다.[1]
2. ↑  Baseball-Reference.com에서는 이때의 연봉을 17,500달러로 적고 있다.[14]
3. ↑  타이 콥 11회 또는 12회 (자료마다 다름), 토니 그윈 8회, 호너스 와그너 8회, 로드 커류 8회, 스탠 뮤지얼 7회 각각 타율 1위를 차지했다.
4. ↑  다른 선수로는 1900년대의 호너스 와그너, 1940년대의 테드 윌리엄스, 2000년대의 앨버트 푸홀스가 있다.[100]
5. ↑  통산 301홈런 중 298홈런을 내셔널 리그에서, 3홈런을 아메리칸 리그에서 기록했다.[14]
6. ↑  경기 연속 멀티 히트 부문 최다 기록은 1894년에 은퇴한 19세기 선수 카운트 캄포의 15경기이다.[103]

### 참조주
1. ↑  (Alexander 1995, 11쪽)
2. 1 2  (Alexander 1995, 12쪽)
3. 1 2  (Alexander 1995, 13쪽)
4. ↑  (Alexander 1995, 15쪽)
5. ↑  (Alexander 1995, 14쪽)
6. 1 2  (Alexander 1995, 16쪽)
7. ↑  “Edward Hornsby Minor League Statistics & History”. 《Baseball-Reference.com》 (영어). 2011년 7월 4일에 확인함.
8. 1 2 3 4  (Alexander 1995, 18쪽)
9. ↑  “Rogers Hornsby Minor League Statistics & History”. 《Baseball-Reference.com》 (영어). 2011년 7월 1일에 확인함.
10. 1 2  (Alexander 1995, 20쪽)
11. ↑  (Alexander 1995, 19–22쪽)
12. ↑  (Alexander 1995, 25쪽)
13. ↑  (Alexander 1995, 25–26쪽)
14. 1 2 3 4 5 6 7 8 9 10 11 12 13 14 15 16 17 18 19 20 21 22 23  “Rogers Hornsby Statistics and History”. 《Baseball-Reference.com》 (영어). 2011년 1월 25일에 확인함.
15. ↑  (Alexander 1995, 27, 30–31쪽)
16. 1 2  (Alexander 1995, 31쪽)
17. ↑  (Alexander 1995, 32쪽)
18. 1 2  (Alexander 1995, 33쪽)
19. ↑  (Alexander 1995, 39쪽)
20. ↑  (Alexander 1995, 45–46쪽)
21. ↑  (Alexander 1995, 41쪽)
22. ↑  (D'Amore 2004, 22쪽)
23. 1 2  (Alexander 1995, 43–48쪽)
24. ↑  (Alexander 1995, 52–53쪽)
25. ↑  (D'Amore 2004, 27쪽)
26. ↑  (Alexander 1995, 51–52쪽)
27. 1 2  (Alexander 1995, 52쪽)
28. 1 2 3  (Alexander 1995, 60쪽)
29. ↑  (Alexander 1995, 59쪽)
30. ↑  “St. Louis Cardinals 5, Chicago Cubs 1” (영어). 레트로시트. 2011-02-018에 확인함.
31. ↑  “Souvenir For Hornsby; Baseball Autographed by President Harding for St. Louis Star.” (PDF). 《뉴욕 타임스》 (영어). 1921년 9월 17일. 2021년 9월 30일에 원본 문서 (PDF)에서 보존된 문서. 2011년 7월 4일에 확인함.
32. ↑  (Alexander 1995, 66–67쪽)
33. ↑  (Alexander 1995, 69–70쪽)
34. ↑  Lemire, Joe (2010년 9월 8일). “Ranking the Triple Crown seasons in modern baseball history”. 《스포츠 일러스트레이티드》 (영어). 2014년 11월 12일에 원본 문서에서 보존된 문서. 2011년 1월 25일에 확인함.
35. ↑  (Alexander 1995, 72쪽)
36. ↑  “Philadelphia Phillies 9, St. Louis Cardinals 1”. 《레트로시트》 (영어). 2011년 2월 23일에 확인함.
37. ↑  “The 1922 STL N Regular Season Batting Log for Rogers Hornsby” (영어). 레트로시트. 2011년 2월 23일에 확인함.
38. 1 2 3  (Alexander 1995, 78쪽)
39. ↑  (Lowenfish 2009, 146쪽)
40. ↑  (Alexander 1995, 80–82쪽)
41. ↑  (Alexander 1995, 90–91쪽)
42. ↑  (Alexander 1995, 298쪽)
43. ↑  (Alexander 1995, 98–101쪽)
44. ↑  (Alexander 1995, 104쪽)
45. ↑  (Alexander 1995, 106쪽)
46. ↑  (Nemec & Wisnia 2000, 110쪽)
47. ↑  “1925 St. Louis Cardinals Batting, Pitching, & Fielding Statistics”. 《Baseball-Reference.com》 (영어). 2011년 1월 25일에 확인함.
48. 1 2 3  “Rogers Hornsby Managerial Record”. 《Baseball-Reference.com》. 2011년 3월 9일에 확인함.
49. 1 2  (Alexander 1995, 103쪽)
50. ↑  (Alexander 1995, 120쪽)
51. 1 2 3 4 5 6 7 8 9 10 11 12 13 14  Rogers, C. Paul III. “Rogers Hornsby”. 《미국야구연구협회》 (영어). 2022년 8월 2일에 원본 문서에서 보존된 문서. 2022년 8월 10일에 확인함.
52. ↑  (Alexander 1995, 124–126쪽)
53. ↑  (Alexander 1995, 127–132쪽)
54. ↑  (Alexander 1995, 136쪽)
55. ↑  (D'Amore 2004, 90쪽)
56. ↑  (Alexander 1995, 137, 141쪽)
57. ↑  (Alexander 1995, 145쪽)
58. ↑  (Alexander 1995, 148–149쪽)
59. ↑  (Nemec & Wisnia 2000, 126쪽)
60. ↑  “The 1929 CHI N World Series Batting Log for Rogers Hornsby”. 《레트로시트》 (영어). 2012년 9월 7일에 원본 문서에서 보존된 문서. 2011년 1월 22일에 확인함.
61. ↑  (Kavanagh 1991, 35쪽)
62. ↑  (Alexander 1995, 161쪽)
63. ↑  (Alexander 1995, 163쪽)
64. ↑  “Chicago Cubs 10, Pittsburgh Pirates 6”. 《레트로시트》 (영어). 2011년 1월 22일에 확인함.
65. ↑  (Alexander 1995, 168쪽)
66. ↑  “1931 National League Season Summary”. 《Baseball-Reference.com》 (영어). 2011년 8월 25일에 확인함.
67. ↑  (Alexander 1995, 173쪽)
68. 1 2  “The 1932 CHI N Regular Season Batting Log for Rogers Hornsby”. 《레트로시트》 (영어). 2011년 1월 22일에 확인함.
69. 1 2  Purdy, Dennis (2006). 《The Team-by-Team Encyclopedia of Major League Baseball》 (영어). New York City: Workman Publishing Company. 936쪽. ISBN 0-7611-3943-5.
70. 1 2 3  (Alexander 1995, 177쪽)
71. ↑  (Veeck 2001, 233–234쪽)
72. ↑  (Alexander 1995, 180쪽)
73. ↑  “Boston Braves 9, St. Louis Cardinals 5”. 《레트로시트》 (영어). 2011년 1월 22일에 확인함.
74. ↑  (Alexander 1995, 187쪽)
75. ↑  (Alexander 1995, 187–188쪽)
76. 1 2 3 4 5  Pajot, Dennis; Erion, Greg. “St. Louis Browns team ownership history”. 《미국야구연구협회》 (영어). 2020년 9월 26일에 원본 문서에서 보존된 문서. 2018년 10월 2일에 확인함.
77. ↑  (Alexander 1995, 183–184, 237, 258쪽)
78. ↑  “The 1934 STL A Regular Season Batting Log for Rogers Hornsby”. 《레트로시트》 (영어). 2011년 1월 22일에 확인함.
79. 1 2  “Baltimore Orioles Team History & Encyclopedia”. 《Baseball-Reference.com》 (영어). 2021년 1월 4일에 확인함.
80. ↑  “The 1935 STL A Regular Season Batting Log for Rogers Hornsby”. 《레트로시트》 (영어). 2011년 1월 22일에 확인함.
81. ↑  “St. Louis Browns 11, Detroit Tigers 10”. 《레트로시트》 (영어). 2011년 1월 22일에 확인함.
82. ↑  “St. Louis Browns 5, New York Yankees 3”. 《레트로시트》 (영어). 2011년 1월 22일에 확인함.
83. ↑  (Alexander 1995, 211쪽)
84. ↑  “Cleveland Indians 15, St. Louis Browns 4 (2)”. 《레트로시트》 (영어). 2011년 1월 22일에 확인함.
85. 1 2 3  (Alexander 1995, 212–214쪽)
86. ↑  (Alexander 1995, 219–223쪽)
87. ↑  (Alexander 1995, 224–226쪽)
88. ↑  (Alexander 1995, 219–229쪽)
89. 1 2 3 4 5  “Hornsby Quits as Pilot in Mexican Loop”. 《Lancaster New Era》 (영어). Associated Press. 1944년 4월 5일. 10면. 2022년 8월 10일에 확인함.
90. ↑  (Alexander 1995, 232–237쪽)
91. ↑  (Kavanagh 1991, 59쪽)
92. ↑  (Alexander 1995, 241, 247쪽)
93. ↑  (Alexander 1995, 248, 253쪽)
94. ↑  (Alexander 1995, 254–266쪽)
95. ↑  (Alexander 1995, 269–281쪽)
96. ↑  Nowlin, Bill. “Buster Mills” (영어). 미국야구연구협회.
97. ↑  (Alexander 1995, 290–297쪽)
98. ↑  (Alexander 1995, 302, 305쪽)
99. ↑  “Career Leaders & Records for Batting Average”. 《Baseball-Reference.com》 (영어). 2021년 11월 30일에 확인함.
100. 1 2  Kurkjian, Tim (2009년 12월 18일). “Selecting the All-Decade team”. 《ESPN》 (영어). 2022년 8월 2일에 원본 문서에서 보존된 문서. 2010년 12월 28일에 확인함.
101. 1 2  “Hornsby, Rogers”. 《미국 야구 명예의 전당》 (영어). 2022년 3월 26일에 원본 문서에서 보존된 문서. 2010년 12월 28일에 확인함.
102. ↑  (Williams & Underwood 1969, 118쪽)
103. ↑  Spatz, Lyle, 편집. (2010년 2월). “Most Consecutive Multi-Hit Games” (PDF) (영어). 미국야구연구협회 (Baseball Records Committee). 1쪽. 2011년 3월 7일에 원본 문서 (PDF)에서 보존된 문서. 2011년 1월 3일에 확인함.
104. ↑  Rothman, Stanley; Le, Quoc (2010년 4월). “Streaking:Finding the Probability for a Batting Streak” (PDF). 《Math Awareness Month/Mathematics and Sports (www.mathaware.org)》 (영어). American Mathematical Society. 13쪽. 2011년 9월 28일에 원본 문서 (PDF)에서 보존된 문서. 2011년 1월 3일에 확인함.
105. ↑  (Nemec & Wisnia 2000, 107쪽)
106. 1 2  “Hornsby, 66, Dies of Heart Attack”. 《로스앤젤레스 타임스》 (영어). 1963년 1월 6일. C1면.
107. ↑  “Rogers Hornsby Quotes”. 《Baseball Almanac》 (영어). 2012년 5월 20일에 원본 문서에서 보존된 문서. 2012년 4월 28일에 확인함.
108. ↑  Nash, Ogden (1949년 1월). “Line-Up for Yesterday”. 《SPORT》.
109. ↑  (Alexander 1995, 4쪽)
110. ↑  (Alexander 1995, 152, 266쪽)
111. ↑  (Kavanagh 1991, 31쪽)
112. ↑  (Alexander 1995, 6, 309쪽)
113. ↑  “Page 2 mailbag – Readers: Dirtiest pro players”. 《ESPN.com》 (영어). 2007. 2018년 10월 4일에 원본 문서에서 보존된 문서. 2011년 9월 12일에 확인함.
114. ↑  “Baseball's 100 Greatest Players”. 《The Sporting News》 (영어). 1999년 4월. 20면.
115. ↑  “All-Century Team final voting”. 《ESPN》 (영어). Associated Press. 2022년 1월 21일에 원본 문서에서 보존된 문서. 2010년 12월 28일에 확인함.
116. ↑  (James 2001, 361, 485쪽)
117. ↑  (James 2001, 486쪽)
118. ↑  “St. Louis Walk of Fame Inductees” (영어). St. Louis Walk of Fame. 2012년 10월 31일에 원본 문서에서 보존된 문서. 2013년 4월 25일에 확인함.
119. ↑  Cardinals Press Release (2014년 1월 18일). “Cardinals establish Hall of Fame & detail induction process” (영어). www.stlouis.cardinals.mlb.com. 2017년 12월 30일에 원본 문서에서 보존된 문서. 2014년 1월 29일에 확인함.
120. ↑  (Alexander 1995, 41, 48쪽)
121. ↑  (Alexander 1995, 63쪽)
122. ↑  “Plane Crash Claims Eleven: Rogers Hornsby Jr. One of Men Killed”. 《Spartenburg Herald-Journal》 (영어). 1949년 12월 24일. 10면. 2022년 8월 10일에 확인함.
123. ↑  (Alexander 1995, 74–75쪽)
124. ↑  (Alexander 1995, 79, 87쪽)
125. ↑  “Bill Hornsby Minor League Statistics & History”. 《Baseball-Reference.com》 (영어). 2011년 1월 25일에 확인함.
126. ↑  (Alexander 1995, 233쪽)
127. ↑  (Alexander 1995, 234쪽)
128. ↑  (Alexander 1995, 234, 279–280쪽)
129. ↑  (Alexander 1995, 287쪽)
130. ↑  (Alexander 1995, 304쪽)

## 참고 문헌
- Alexander, Charles C. (1995). 《Rogers Hornsby: A Biography》 (영어). New York City: Henry Holt and Company. ISBN 0-8050-2002-0.
- D'Amore, Jonathan (2004). 《Rogers Hornsby: a biography》 (영어). Westport, Connecticut: Greenwood Publishing Group. ISBN 978-0-313-32870-1.
- James, Bill (2001). 《The New Bill James Historical Baseball Abstract》 (영어). New York City: Free Press. ISBN 0-684-80697-5.
- Kavanagh, Jack (1991). 《Rogers Hornsby (Baseball Legends)》 (영어). New York City: Chelsea House Publications. ISBN 978-0-7910-1178-2.
- Lowenfish, Lee (2009). 《Branch Rickey: Baseball's Ferocious Gentleman》 (영어). Lincoln, Nebraska: University of Nebraska Press. ISBN 978-0-8032-2453-7.
- Nemec, David; Wisnia, Saul (2000). 《100 Years of Major League Baseball: American and National Leagues, 1901–2000》 (영어). Lincolnwood, Illinois: Publications International, Ltd. ISBN 978-0-7853-4395-0.
- Veeck, Bill (2001). 《Veeck as in Wreck: the autobiography of Bill Veeck》 (영어). Chicago: University of Chicago Press. ISBN 978-0-226-85218-8.
- Williams, Ted; Underwood, John (1969). 《My Turn at Bat: The Story of My Life》 (영어). Simon & Schuster. ISBN 0-671-63423-2.